# Новожилов, Денис Алексеевич
Новожи́лов Дени́с Алексе́евич  (14 марта 1988, Ангарск, Иркутская область, СССР) — российский топ райдер соревнований Red Bull Crashed Ice (ice cross downhill), дисциплина скоростной спуск на коньках.

## Биография
Воспитанник хоккейной школы «Ермак», г. Ангарск, бывший профессиональный хоккеист, с 2008 г. тренер по хоккею и катанию на коньках. С 2005 по 2007 год выступал во второй лиге Белоруссии за дубли минских «Динамо» и «Керамина». В сезоне 2007/08 выступал за «Ермак-2», также сыграл 3 матча за основную команду в ВХЛ. В сезоне 2008/09 выступал за хоккейный клуб «Челны».
Выступает на чемпионатах мира по скоростному спуску на коньках с 2014 г. В 2015 году на чемпионате мира занял 57-е место. На чемпионате мира 2016/17 Денис Новожилов стал 24-м, в 2017/18 занял 13-е место, в 2018/19 занял 34-е место. На текущий момент по итогам сезона чемпионата мира 2019/20 находится на 10-м месте.
Достижения:
- Двукратный чемпион национальной квалификации (2014, 2015 гг.)[11]
- Двукратный чемпион России (2016 г.)[12](2020 г.)[13][10]
- Двукратный призер кубка мира (riders cup) (2017 г.)[14][15]
- Входит в топ 16 лучших атлетов мира по скоростному спуску на коньках[16]